# Bernhard (Italien)
Bernhard (* wohl 797; † 17. April 818) aus dem Adelsgeschlecht der Karolinger war von 812 bis 818 (Unter-)König in Italien und König der Langobarden (Rex Langobardorum). 

## Leben
Bernhard war der Sohn von Karlmann und Enkel Karls des Großen († 814). Bernhards Vater Karlmann war unter dem Namen Pippin († 810) König von Italien.
813 machte ihn sein Großvater auf dem Reichstag zu Aachen zum Nachfolger seines 810 verstorbenen Vaters. 817 erhob er sich gegen Karls Nachfolger, seinen Onkel Ludwig den Frommen, als dieser versuchte, in Abweichung von bislang geltendem Recht seinen Sohn Lothar I. als kaiserlichen Nachfolger durchzusetzen, demgegenüber die anderen Brüder – und auch Bernhard – als „nachrangige“ Könige gelten sollten.
Bernhard besetzte die Alpenpässe, gab dann aber noch im selben Jahr kampflos auf und erschien in Chalon-sur-Saône vor seinem Onkel Ludwig, der ihn gefangen nehmen ließ. Bernhard wurde im Frühjahr 818 zum Tode verurteilt, doch wandelte der Kaiser die Todesstrafe in Blendung um; das Urteil wurde am 15. April 818 vollstreckt.
Bernhard starb zwei Tage später an den Folgen seiner Verletzungen.

## Ehe und Nachkommen
Bernhard war seit etwa 815 mit der Supponidin Kunigunde verheiratet, die ihn lange überlebte († nach 15. Juni 835), und mit der er einen Sohn, Pippin (* wohl 815, † nach 850) hatte, der selbst Graf in der Nähe von Paris war. Er wurde der Stammvater der später bedeutenden Grafen von Vermandois.
Bernhard wird häufig als „illegitimer“ Karolinger bezeichnet, so auch von Rudolf Schieffer (siehe unten). Sollte dies korrekt sein, dann war Bernhard das einzige illegitime Mitglied der Familie, das den Königstitel erwarb – alle anderen mussten geistliche Ämter übernehmen oder wurden im Grafenstand versorgt. Andererseits waren seine Nachkommen von der Thronfolge ausgeschlossen, wozu aber der (erfolglose) Aufstand Bernhards und das Todesurteil gegen ihn ausreichend Anlass gaben, abgesehen davon, dass sein einziger Sohn bei seinem Tod viel zu jung war, um an verantwortlicher Stelle positioniert zu werden – als Pippin dann das passende Alter erreicht hatte, war die Aufteilung des Reiches unter den Söhnen Ludwigs bereits so weit fortgeschritten, dass eine Berücksichtigung der Nachkommen Bernhards nicht mehr für erforderlich gehalten wurde.